# أندرزاغر
أندرزاغر هو قائد فارسي قاتل ضد المسلمين أثناء الفتح الإسلامي لفارس. أندرزاغر كان في الأصل مسؤولاً عن حماية حدود خراسان. لكن تم أمره من قبل الملك الساساني بحماية الحدود الغربية من العرب. في عام 633 قام أندرزاغر رفقة بهمن جاذويه بقيادة جيش من الفرس والمسيحيين العرب والقيام بهجوم مضاد على جيش خالد بن الوليد في معركة الولجة والتي هزموا فيها، فر بعد ذلك أندرزاغر إلى الصحراء ومات من العطش.